# 揭阳角蟾
揭阳角蟾（学名：Boulenophrys hungtai），一种于中华人民共和国广东省揭阳市揭西县李望嶂山和揭东区双坑自然保护区发现的两栖动物，隶属于角蟾科布角蟾属。种加词取自揭西籍植物学家张宏达的名字。